# Jelena Lasjmanova
Jelena Anatoljevna Lasjmanova (ryska: Елена Анатольевна Лашманова), född 9 april 1992 i Mordvinien, är en rysk friidrottare.
Lasjmanova blev olympisk mästare på 20 kilometer gång vid sommarspelen 2012 i London. Hon testade senare positivt för doping och blev fråntagen både sitt OS- och VM-guld.